# Gunung Kerambil
Gunung Kerambil är ett berg i Indonesien.   Det ligger i provinsen Aceh, i den västra delen av landet, 1 500 km nordväst om huvudstaden Jakarta. Toppen på Gunung Kerambil är 464 meter över havet, eller 170 meter över den omgivande terrängen. Bredden vid basen är 1,2 km.
Terrängen runt Gunung Kerambil är varierad. Havet är nära Gunung Kerambil åt sydväst. Runt Gunung Kerambil är det ganska glesbefolkat, med 30 invånare per kvadratkilometer. I omgivningarna runt Gunung Kerambil växer i huvudsak städsegrön lövskog.